# Seznam vítězů mužské čtyřhry na MS ve stolním tenise
Seznam vítězů mužské čtyřhry na MS ve stolním tenise uvádí přehled mužských dvojic, které získaly medaile na Mistrovstvích světa ve stolním tenise.

## Mužská čtyřhra
Mistrovství světa ve stolním tenisu se hraje od roku 1957 každé dva roky, do té doby každý rok s přestávkou v době druhé světové války. V roce 2004 se od mistrovství světa oddělilo mistrovství světa družstev, které se nadále má konat v sudých letech (tj. střídavě s klasickým mistrovstvím světa jednotlivců a dvojic).
| Rok a místo         | Zlato                             | Stříbro                             | Bronz                                                                |
| ------------------- | --------------------------------- | ----------------------------------- | -------------------------------------------------------------------- |
| MS 1926 Londýn      | Roland Jacobi Daniel Pecsi        | Zoltán Mechlovits Bela von Kehrling | Paul Flussmann Munio Pillinger Hedley Penny Cyril Mossford           |
| MS 1928 Stockholm   | Alfred Liebster Robert Thum       | Fred Perry Charles Bull             | László Bellak Sandor Glancz Roland Jacobi Zoltan Mechlovits          |
| MS 1929 Budapešť    | Viktor Barna Miklós Szabados      | László Bellak Sandor Glancz         | Charles Bull Fred Perry György Szegedi István Reti                   |
| MS 1930 Berlín      | Viktor Barna Miklós Szabados      | Alfred Liebster Robert Thum         | László Bellak Sandor Glancz Hille Nilsson Valter Kolmodin            |
| MS 1931 Budapešť    | Viktor Barna Miklós Szabados      | István Kelen Lajos-Leopold David    | Manfred Feher Alfred Liebster Karel Svoboda Jindřich Lauterbach      |
| MS 1932 Praha       | Viktor Barna Miklós Szabados      | László Bellak Sandor Glancz         | David Jones Charles Bull István Boros Tibor Hazi                     |
| MS 1933 Baden       | Viktor Barna Sandor Glancz        | István Kelen Lajos-Leopold David    | Manfred Feher Alfred Liebster Erwin Kohn Paul Flussmann              |
| MS 1934 Paříž       | Viktor Barna Miklós Szabados      | Sandor Glancz Tibor Hazi            | Miloslav Hamar Erwin Kohn István Boros Bela Nyitrai                  |
| MS 1935 Londýn      | Viktor Barna Miklós Szabados      | Alfred Liebster Adrian Haydon       | Raoul Bedoc Daniel Guerin László Bellak István Kelen                 |
| MS 1936 Praha       | Robert Blattner James McClure     | Stanislav Kolář J. Okter-Petricek   | Adolf Šlár Karel Fleischner Tibor Hazi Ferenc Soos                   |
| MS 1937 Baden       | Robert Blattner James McClure     | Richard Bergmann Helmut Göbel       | Adolf Šlár Miloslav Hamr Václav Tereba František Hanec-Pivec         |
| MS 1938 Londýn      | Sol Schiff James McClure          | Viktor Barna László Bellak          | Hyman Lurie Eric Filby Václav Tereba Stanislav Kolář                 |
| MS 1939 Káhira      | Viktor Barna Richard Bergmann     | Miloslav Hamr Josef Tartakower      | Hyman Lurie Jeffrey Hyde Raoul Bedoc Michel Haguenauer               |
| MS 1947 Paříž       | Adolf Šlár Bohumil Váňa           | Johnny Leach Jack Carrington        | Václav Tereba Ladislav Štípek Viktor Barna Adrian Haydon             |
| MS 1948 Londýn      | Ladislav Štípek Bohumil Váňa      | Adrian Haydon Ferenc Soos           | Herbert Wunsch Heinrich Bednar Viktor Barna Richard Bergmann         |
| MS 1949 Stockholm   | Ivan Andreadis František Tokár    | Bohumil Váňa Ladislav Štípek        | Richard Miles Douglas Cartland Tage Flisberg Richard Bergmann        |
| MS 1950 Budapešť    | Ferenc Sidó Ferenc Soos           | František Tokár Ivan Andreadis      | Josef Turnovský Václav Tereba Bohumil Váňa Ladislav Štípek           |
| MS 1951 Vídeň       | Ivan Andreadis Bohumil Váňa       | Ferenc Sidó József Koczian          | František Tokár Ladislav Štípek Jack Carrington Johnny Leach         |
| MS 1952 Bombaj      | Norizaku Fudžii Tadaaki Hajaši    | Richard Bergmann Johnny Leach       | Martin Reisman Douglas Cartland Viktor Barna Adrian Haydon           |
| MS 1953 Bukurešť    | József Koczian Ferenc Sidó        | Richard Bergmann Johnny Leach       | Ivan Andreadis Bohumil Váňa Viktor Barna Adrian Haydon               |
| MS 1954 Londýn      | Vilim Harangozo Žarko Dolinar     | Viktor Barna Michel Haguenauer      | Václav Tereba Adolf Šlár Ičiró Ogimura Jošio Tomita                  |
| MS 1955 Utrecht     | Ivan Andreadis Ladislav Štípek    | Vilim Harangozo Žarko Dolinar       | József Koczian Ferenc Sidó Ičiró Ogimura Jošio Tomita                |
| MS 1956 Tokio       | Ičiró Ogimura Jošio Tomita        | Ivan Andreadis Ladislav Štípek      | Ludvík Vyhnandovský Václav Tereba Keisuke Cunoda Tošiaki Tanaka      |
| MS 1957 Stockholm   | Ivan Andreadis Ladislav Štípek    | Tošiaki Tanaka Ičiró Ogimura        | Elemer Gyetvai Ferenc Sidó Tošihiko Mijata Keisuke Cunoda            |
| MS 1959 Dortmund    | Teruo Murakami Ičiró Ogimura      | Ludvík Vyhnandovský Ladislav Štípek | László Földi Zoltan Berczik Hans Alser Ake Rakell                    |
| MS 1961 Peking      | Nobuja Hošino Kódži Kimura        | Ferenc Sidó Zoltan Berczik          | Čuang Ce-tung Čou Lan-sun Wang Ťia-šeng Li Fu-žung                   |
| MS 1963 Praha       | Čang Sie-lin Wang Č'-liang        | Čuang Ce-tung Sü Jin-šeng           | Wang Ťia-šeng Li Fu-žung Keiiči Miki Ken Konaka                      |
| MS 1965 Ljubljana   | Čuang Ce-tung Sü Jin-šeng         | Čang Sie-lin Wang Č'-liang          | Wang Ťia-šeng Li Fu-žung Čou Lan-sun Jü Čchang-čchun                 |
| MS 1967 Stockholm   | Hans Alser Kjell Johansson        | Anatolij Amelin Stanislav Gomozkov  | Vladimír Miko Jaroslav Staněk Micuru Kóno Nobuhiko Hasegawa          |
| MS 1969 Mnichov     | Hans Alser Kjell Johansson        | Tokio Tasaka Nobuhiko Hasegawa      | Anatolij Amelin Stanislav Gomozkov Micuru Kóno Šigeo Itó             |
| MS 1971 Nagoja      | István Jonyer Tibor Klampár       | Liang Ke-liang Čuang Ce-tung        | Tokio Tasaka Nobuhiko Hasegawa Kacujuki Abe Júdžiró Imano            |
| MS 1973 Sarajevo    | Stellan Bengtsson Kjell Johansson | István Jonyer Tibor Klampár         | Jean-Denis Constant Jacques Secrétin Anton Stipančić Dragutin Šurbek |
| MS 1975 Kalkata     | Gabor Gergely István Jonyer       | Anton Stipančić Dragutin Šurbek     | Jean-Denis Constant Jacques Secrétin Kacujuki Abe Šigeo Itó          |
| MS 1977 Birmingham  | Li Čen-š' Liang Ke-liang          | Chuang Liang Lu Jüan-šeng           | Stellan Bengtsson Kjell Johansson Anton Stipančić Dragutin Šurbek    |
| MS 1979 Pchjongjang | Anton Stipančić Dragutin Šurbek   | István Jonyer Tibor Klampár         | Li Čen-š' Liang Ke-liang Wang Chu-jüan Kuo Jüe-chua                  |
| MS 1981 Novi Sad    | Cchaj Čen-chua Li Čen-š'          | Sie Saj-kche Kuo Jüe-chua           | Jacques Secrétin Patrick Birocheau Anton Stipančić Dragutin Šurbek   |
| MS 1983 Tokio       | Zoran Kalinić Dragutin Šurbek     | Sie Saj-kche Ťiang Ťia-liang        | Jang Jüe-chua Wang Chu-jüan Hirojuki Abe Seidži Ono                  |
| MS 1985 Göteborg    | Mikael Appelgren Ulf Carlsson     | Jindřich Panský Milan Orlowski      | Ťiang Ťia-liang Cchaj Čen-chua Fan Čchang-mao Che Č'-wen             |
| MS 1987 Nové Dillí  | Čchen Lung-cchan Wej Čching-kuang | Zoran Primorac Ilja Lupulesku       | Andrzej Grubba Leszek Kucharski An Če-hjong Ju Nam-kju               |
| MS 1989 Dortmund    | Jörg Rosskopf Steffen Fetzner     | Zoran Kalinić Leszek Kucharski      | Čchen Lung-cchan Wej Čching-kuang Tcheng I Chuej Ťün                 |
| MS 1991 Čiba        | Peter Karlsson Thomas von Scheele | Wang Tchao Lü Lin                   | Dmitrij Mazunov Andrej Mazunov Jörgen Persson Erik Lindh             |
| MS 1993 Göteborg    | Wang Tchao Lü Lin                 | Ma Wen-ke Čang Lej                  | Kim Tchek-su Ju Nam-kju Lin Č'-kang Liou Kuo-liang                   |
| MS 1995 Tchien-ťin  | Wang Tchao Lü Lin                 | Zoran Primorac Władimir Samsonow    | Jean-Philippe Gatien Damien Bloi Lin Č'-kang Liou Kuo-liang          |
| MS 1997 Manchester  | Liou Kuo-liang Kchung Ling-chuej  | Jan-Ove Waldner Jörgen Persson      | Jean-Philippe Gatien Damien Bloi Kódži Macušita Hiroši Šibutani      |
| MS 1999 Eindhoven   | Liou Kuo-liang Kchung Ling-chuej  | Wang Li-čchin Yen Sen               | Zoran Primorac Vladimir Samsonov Pak Sang-čun Kim Tchek-su           |
| MS 2001 Ósaka       | Wang Li-čchin Jen Sen             | Liou Kuo-liang Kchung Ling-chuej    | Chiang Penglung Chiang Yenshu O Sang-un Kim Tchek-su                 |
| MS 2003 Paříž       | Wang Li-čchin Jen Sen             | Wang Chao Kchung Ling-chuej         | Ma Lin Čchin Č'-ťien O Sang-un Kim Tchek-su                          |
| MS 2005 Šanghaj     | Kchung Ling-chuej Wang Chao       | Timo Boll Christian Suess           | Čchen Čchi Ma Lin Wang Li-čchin Jen Sen                              |
| MS 2007 Zábřeh      | Čchen Čchi Ma Lin                 | Wang Chao Wang Li-čchin             | Ko Lai Chak Li Ching Chang Yen-Shu Chiang Peng-Lung                  |
| MS 2009 Jokohama    | Čchen Čchi Wang Chao              | Ma Lung Sü Sin                      | Chao Šuaj Čang Ťi-kche Seija Kišikawa Džun Mizutani                  |
| MS 2011 Rotterdam   | Ma Lung Sü Sin                    | Ma Lin Čchen Čchi                   | Kim Min-sok Čong Jong-sik Čang Ťi-kche Wang Chao                     |